# Крістофер Ральф
Крі́стофер Ральф, англ. Christopher Douglas Ralph (*13 травня 1977) — канадський кіноактор.

## Життєпис
Народився у місті Сент-Джонс, Ньюфаундленд, Канада. Батько, Дуглас, — вчитель у начальній школі, мати, Сандра, — домогосподарка. Особливий талант Ральфа — говорити з акцентом. Він може імітувати ньюфаундленську говірку, британський, ірландський акценти, та кокні.

## Фільмографія
- 2000 — Гендрікс — Мітч Мітчелл